# Cotoca
Cotoca est une ville et une municipalité bolivienne, située dans le département de Santa Cruz, à environ 20 km à l'est de Santa Cruz de la Sierra. Elle fait donc partie de son aire métropolitaine. Sa population est de 45 519 personnes en 2012. La ville borde le río Grande sur sa rive ouest.
Elle abrite une église ancienne dédiée à la Vierge, chère aux habitants, et est une destination de pèlerinage tous les 8 décembre, des personnes par milliers viennent alors assister aux festivités en l'honneur de la Vierge de Cotoca. Elle est un lieu de villégiature le week-end.